# Список млекопитающих, занесённых в Красную книгу Калининградской области

Список млекопитающих, занесённых в Красную книгу Калининградской области включает в себя 11 видов млекопитающих, внесённых в Красную книгу Калининградской области (издание 2010 года).
Статус таксона в Красной книге Калининградской области обозначается одной из номерных категорий:
0 — вероятно исчезнувшие. Таксоны и популяции, известные ранее на территории Калининградской области, нахождение которых не подтверждено в последние 50 лет.
1 — находящиеся под угрозой исчезновения. Таксоны и популяции, численность особей которых уменьшилась до такого уровня, что в ближайшее время они могут исчезнуть с территории Калининградской области. 
2 — сокращающиеся в численности. Таксоны и популяции с неуклонно сокращающейся численностью, которые при дальнейшем воздействии факторов, снижающих численность, могут в короткие сроки попасть в категорию 1.
3 — редкие. Таксоны и популяции, которые имеют малую численность и распространены на ограниченной территории.
4 — неопределенные по статусу. Таксоны и популяции, вероятно, относящиеся к одной из предыдущих категорий, достаточных сведений о состоянии которых в настоящее время нет, либо сведения не в полной мере соответствуют установленным для категорий критериям.
| Отряд                   | Семейство                                   | Вид (Русское название)                   | Латинское название        | Статус | Изображение                   |
| ----------------------- | ------------------------------------------- | ---------------------------------------- | ------------------------- | ------ | ----------------------------- |
| Рукокрылые — Chiroptera | Гладконосые летучие мыши — Vespertilionidae | Широкоушка европейская                   | Barbastella barbastellus  | 3      | Mopsfledermaus 02             |
| Рукокрылые — Chiroptera | Гладконосые летучие мыши — Vespertilionidae | Ночница Брандта                          | Myotis brandtii           | 3      | Myotis brandti                |
| Рукокрылые — Chiroptera | Гладконосые летучие мыши — Vespertilionidae | Ночница прудовая                         | Myotis dasycneme          | 3      | Myotis dasycneme (3911421759) |
| Рукокрылые — Chiroptera | Гладконосые летучие мыши — Vespertilionidae | Ночница усатая                           | Myotis mystacinus         | 3      | Fledermaus (Schmallenberg 5)  |
| Рукокрылые — Chiroptera | Гладконосые летучие мыши — Vespertilionidae | Вечерница малая                          | Nyctalus leisleri         | 3      | Nyctalus leisleri             |
| Рукокрылые — Chiroptera | Гладконосые летучие мыши — Vespertilionidae | Нетопырь-карлик                          | Pipistrellus pipistrellus | 3      | Pipistrellus female-1         |
| Рукокрылые — Chiroptera | Гладконосые летучие мыши — Vespertilionidae | Кожан двухцветный                        | Vespertilio murinus       | 3      | Vespertilio murinus male      |
| Хищные — Carnivora      | Кошачьи — Felidae                           | Рысь                                     | Felix lynx                | 1      | Lynx lynx2                    |
| Хищные — Carnivora      | Настоящие тюлени — Phocidae                 | Обыкновенный тюлень (европейский подвид) | Phoca vitulina vitulina   | 1      | Harbor seal.gg                |
| Хищные — Carnivora      | Настоящие тюлени — Phocidae                 | Кольчатая нерпа (балтийский подвид)      | Phoca hispida botnica     | 2      | Baltische ringelrob           |
| Хищные — Carnivora      | Настоящие тюлени — Phocidae                 | Серый тюлень (балтийский подвид)         | Halichoerus grypus grypus | 1      | Foka szara mateusz wlodarczyk |